# Заседателев, Владимир Фёдорович
Влади́мир Фёдорович Заседателев (род. 6 мая 1955, Череповец, Вологодская область) — советский футболист, защитник. Мастер спорта СССР.
Воспитанник футбольной школы Череповца. Всю карьеру в командах мастеров провёл в вологодском «Динамо» в 1975—1986 годах во второй лиге. В 316 матчах забил четыре гола.
Работал начальником отдела вкладов «ПромЭнергоБанка».
С 2012 года работает в вологодской СДЮСШОР № 3 по футболу.